# Ajam Boujarari Mohammed
Ajam Boujarari Mohammed (sinh ngày 3 tháng 4 năm 1961) là một huấn luyện viên và cựu cầu thủ bóng đá người Maroc.

## Sự nghiệp Huấn luyện viên
Ajam Boujarari Mohammed đã dẫn dắt Shonan Bellmare.